# Прибић
Прибић је насељено место у саставу општине Крашић у Загребачкој жупанији, Република Хрватска.

## Историја
До територијалне реорганизације у Хрватској налазио се у саставу бивше велике општине Јастребарско.

## Становништво
На попису становништва 2011. године, Прибић је имао 262 становника.

## Попис1991.
На попису становништва 1991. године, насељено место Прибић је имало 371 становника, следећег националног састава:
| Попис 1991.‍  | Попис 1991.‍  | Попис 1991.‍ | Попис 1991.‍ | Попис 1991.‍ |
| ------------ | ------------ | ----------- | ----------- | ----------- |
|              |              |             |             |             |
| Хрвати       | Хрвати       |             | 368         | 99,19%      |
| регион. опр. | регион. опр. |             | 1           | 0,26%       |
| непознато    | непознато    |             | 2           | 0,53%       |
| укупно: 371  |              |             |             |             |

## Познате личности
- Фрањо Кухарић